# Bíborszárnyú mézevő
A bíborszárnyú mézevő (Lichenostomus cratitius) a madarak osztályának a verébalakúak (Passeriformes) rendjébe, ezen belül a mézevőfélék (Meliphagidae) családjába tartozó faj.
A magyar név forrással nincs megerősítve.

## Rendszerezése
A fajt John Gould angol ornitológus írta le 1841-ben, a Ptilotis nembe Ptilotis cratitius néven.

## Alfajai
- Lichenostomus cratitius cratitius (Gould, 1841)
- Lichenostomus cratitius occidentalis Cabanis, 1851[2]

## Előfordulása
Ausztrália déli részén honos. Természetes élőhelyei a szubtrópusi és trópusi szavannák és cserjések, valamint városi régiók.

## Megjelenése
Testhossza 16-19 centiméter, a hím testtömege 19,5-25 gramm, a tojóé 15,5-22,5 gramm.

## Életmódja
Gerinctelenekkel, főleg rovarokkal és nektárral táplálkozik.

## Természetvédelmi helyzete
Az elterjedési területe nagyon nagy, egyedszáma ugyan csökken, de még nem éri el a kritikus szintet. A Természetvédelmi Világszövetség Vörös listáján nem fenyegetett fajként szerepel.